# TER Fluo

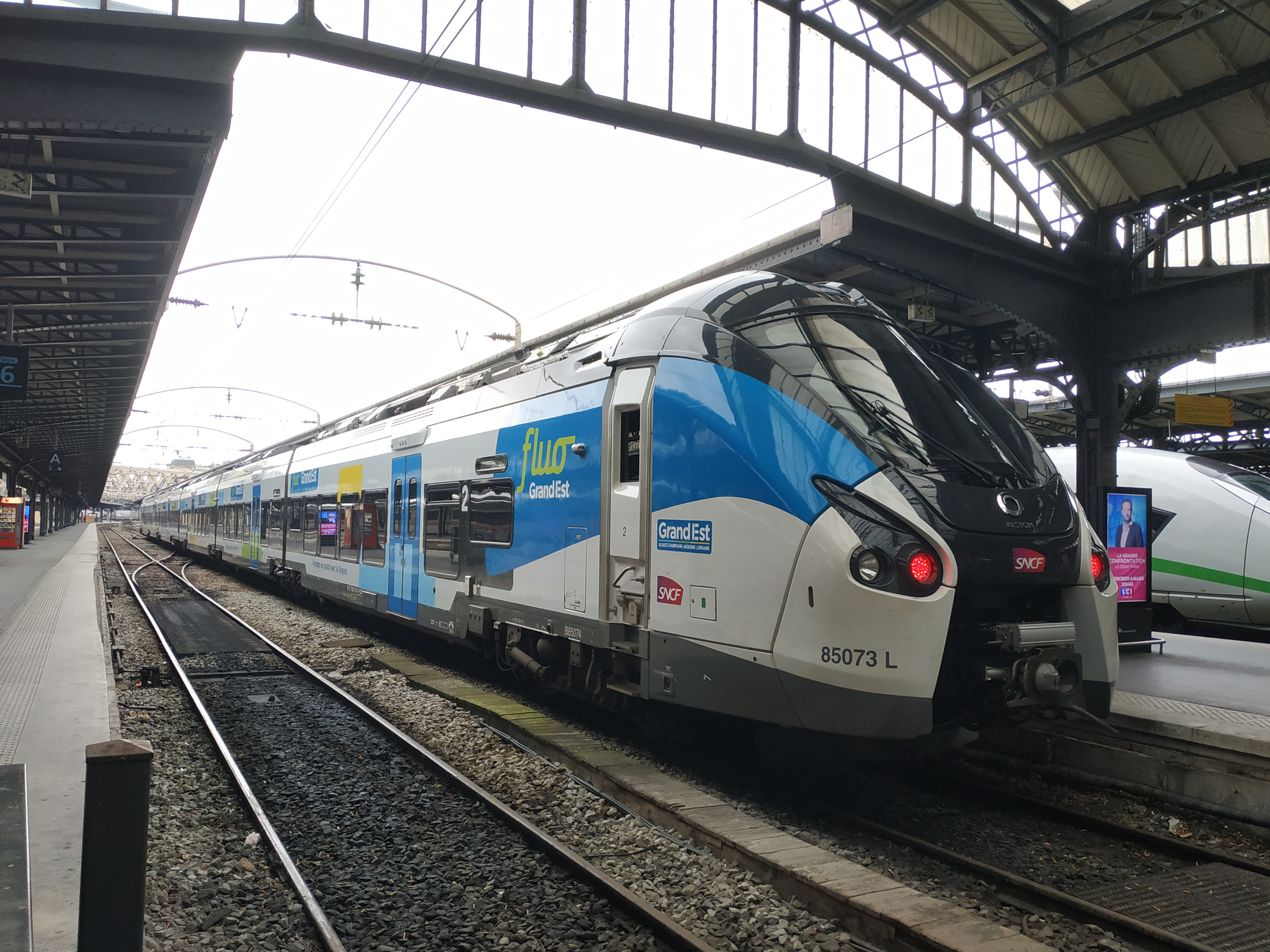
Régiolis in “Fluo Grand Est"-kleurstelling, Paris Gare de l'Est.

TER Fluo, tot het voorjaar van 2019 TER Grand Est genoemd, is sinds 2016 het TER-vervoersnetwerk (regionale treinen en bepaalde touringcars) georganiseerd door de Franse regio Grand Est. Sinds 2019 maakt het deel uit van Fluo Grand Est, het netwerk dat al het openbaar vervoer groepeert dat georganiseerd wordt door deze regio. TER Fluo is daarvan het onderdeel dat door de SNCF gereden wordt.

## Geschiedenis

Netwerkkaart van de spoorinfrastructuur in de regio Grand Est (in 2020), waarvan een deel wordt gebruikt voor TER-verbindingen.

De fusie van de regio’s Elzas, Lotharingen en Champagne-Ardennen vond plaats op 1 januari 2016. 
De TER Grand Est, die de voormalige netwerken TER Alsace, TER Lorraine en TER Champagne-Ardenne samenbrengt, werd echter pas officieel opgericht op 11 december 2016 bij de jaarlijkse wijziging van de dienstregeling. Ook de TER 200 lijnen in de Elzas en die van de TER Vallée de la Marne tussen Parijs-Est en Lotharingen werden erin opgenomen. 
Op 19 december 2016 werd het exploitatiecontract getekend tussen de nationale spoormaatschappij SNCF en de regio Grand Est voor de periode 2017 - 2024. Dit was het eerste exploitatiecontract met een nieuwe regio in Frankrijk.
Bij zijn oprichting telde het TER Grand Est-netwerk dagelijks 1616 treinen en 450 bussen.
Er werden 396 stations bediend en 170.000 reizigers per dag vervoerd.
De nieuwe tariefregeling, geharmoniseerd over het hele netwerk, wordt van kracht op11 september 2017 [2]. De TER Grand Est is het grootste regionale netwerk buiten Parijs, in aantal treinen  .
Op 1 januari  2018 werd het beheer van de lijn van Parijs naar Belfort en Mulhouse (die behoorde tot het SNCF Intercités-netwerk) overgedragen aan de regio  . Sinds 9 december 2018 zijn bepaalde treinen van de TER Vallée de la Marne verlengd van Bar-le-Duc naar Straatsburg via Nancy  . Deze dienst, die de route van de vroegere Corail-treinen volgt, maakt het mogelijk om een lijn met regionale tarieven te creëren, die over 502 kilometer de voormalige regio's Champagne-Ardenne, Lotharingen en de Elzas doorkruist.
Op 22 december 2018 sloot de regio de spoordienst op de lijnen Épinal-Saint-Dié en Sarreguemines-Sarre-Union en verving deze door een busdienst, ondanks de ontevredenheid hierover van de gebruikers   .
Vanaf 20 maart 2019 gelden er nieuwe, hogere prijzen voor kaartjes gekocht aan boord van de treinen. Deze maatregel, die fraude moet voorkomen, krijgt felle kritiek van gebruikersverenigingen  .
Op 27 maart 2019 besliste de regionale raad verschillende lijnen open te stellen voor concurrentie vanaf 1 januari 2022. Het betreft de verbindingen Sélestat- Molsheim-Straatsburg en Épinal-Saint-Dié-des-Vosges-Straatsburg  . De lijn van Nancy naar Merrey, gesloten sinds 2016, zou ook kunnen heropenen nadat zij aan een particuliere investeerder werd toevertrouwd  .
In de lente van 2019 werd de TER Grand Est geïntegreerd in het intermodale netwerk Fluo Grand Est . Het merk " TER Fluo Grand Est » wordt nu ook gebruikt  om het TER-netwerk aan te duiden  .
De regionale raad besliste eveneens om 7 lijnen van de 'ster van Reims' open te stellen voor concurrentie, gepland voor 2026.

## Rollend materieel
De vloot locomotieven van de TER Grand Est bestaat uit de types BB 22200RC, BB 26000 en BB 67400. De BB 22200RC en 67400 zorgen voor tractie en duwen van RRR-segmenten. De BB 26000 zijn toegewezen aan de TER 200 tussen Straatsburg en Bazel maar ook aan de verbindingen naar Parijs. Deze relaties kunnen parallel worden verzekerd door Coradia Liners.
Van de treinstellen voert de B 84500 (bekend als Régiolis) voornamelijk ritten uit in Lotharingen op de assen Nancy – Pont-Saint-Vincent, Nancy – Épinal, Nancy – Saint-Dié-des-Vosges, Épinal – Saint-Dié (vóór de sluiting), Metz – Sarreguemines en Sarreguemines – Sarre-Union (vóór de sluiting ervan), maar sinds enkele jaren ook in de Elzas. De B 85000-stellen vervangen de voormalige Intercités Parijs – Mulhouse via Troyes en Belfort .
Het rollend materieel van de TER Grand Est is vrijwel uitsluitend overgeërfd van TER-toewijzingen aan de voormalige regio's Elzas, Champagne-Ardennen en Lotharingen. Uitzonderingen zijn : de Coradia Liner, die na de territoriale hervorming in dienst is gesteld, en bepaalde BB 26000 die aan de TER Grand Est werden overgedragen in 2018.

### Visuele identiteit
Vanaf 2017 werd het uitzicht “ Grand Est » geleidelijk toegepast op het regionaal rollend materieel. De kleurstelling maakt gebruik van de metaalgrijze achtergrond, kenmerkend voor TER's sinds 1997, waarop dan het logo van de regionale raad is aangebracht. Het spoorwegmaterieel bestaat ook in de “ blauwe stelling » uit de SNCF-kleurenkaart. Met uitzondering van nieuwe of gerenoveerd materieel, heeft de gehele vloot van TER Grand Est de kleuren van de voormalige regionale raden. In het voorjaar van 2019  werd een nieuwe visuele identiteit gepresenteerd, gemeenschappelijk voor al het spoor- en wegvervoer in de regio, onder de naam Fluo Grand Est.

## Lijnen
De onderstaande tabel geeft een overzicht van de TER Grand Est-spoorlijnen:
| Lijnnummer | Lijnbeschrijving                                                                      |
| ---------- | ------------------------------------------------------------------------------------- |
| A01        | Strasbourg ↔ Mulhouse ↔ Basel                                                         |
| A02a       | Strasbourg ↔ Erstein ↔ Sélestat ↔ Colmar (↔ Mulhouse)                                 |
| A02b       | (Strasbourg ↔) Colmar ↔ Bollwiller ↔ Mulhouse                                         |
| A03        | Strasbourg ↔ Saverne ↔ Sarrebourg                                                     |
| A04        | Strasbourg - Haguenau                                                                 |
| A05        | Strasbourg ↔ Haguenau ↔ Niederbronn-les-Bains ↔ Bitche                                |
| A06        | Strasbourg ↔ Sarreguemines ↔ Sarrebruck                                               |
| A07        | Strasbourg ↔ Molsheim ↔ Obernai ↔ Barr ↔ Sélestat                                     |
| A08        | Strasbourg ↔ Molsheim ↔ Rothau ↔ Saales ↔ Saint-Dié-des-Vosges ↔ Épinal               |
| A09        | Strasbourg ↔ Lauterbourg ↔ Wörth                                                      |
| A10        | Lauterbourg ↔ Wörth                                                                   |
| A11        | Strasbourg ↔ Kehl ↔ Offenbourg                                                        |
| A13        | Strasbourg ↔ Nancy                                                                    |
| A14        | Strasbourg ↔ Metz                                                                     |
| A15        | Mulhouse ↔ Saint-Louis ↔ Basel                                                        |
| A16        | Mulhouse ↔ Belfort                                                                    |
| A17        | Mulhouse ↔ Thann ↔ Kruth                                                              |
| A18        | Strasbourg ↔ Entzheim-Aéroport ↔ Molsheim                                             |
| A19        | Colmar ↔ Munster ↔ Metzeral                                                           |
| A31        | Mulhouse ↔ Müllheim ↔ Fribourg-en-Brisgau                                             |
| A34        | Strasbourg ↔ Haguenau ↔ Wissembourg ↔ Neustadt an der Weinstraße]                     |
| C01        | Sedan ↔ Charleville-Mézières ↔ Reims ↔ Champagne-Ardenne TGV                          |
| C02        | Strasbourg ↔ Nancy ↔ Bar-le-Duc / Saint-Dizier ↔ Châlons-en-Champagne ↔ Paris-Est     |
| C04        | Mulhouse ↔ Belfort / Dijon ↔ Culmont - Chalindrey ↔ Chaumont ↔ Troyes ↔ Paris-Est     |
| C05        | Charleville-Mézières ↔ Hirson ↔ Lille-Flandres                                        |
| C06        | Reims ↔ Châlons-en-Champagne ↔ Saint-Dizier ↔ Chaumont ↔ Culmont - Chalindrey ↔ Dijon |
| C07        | Charleville-Mézières ↔ Givet                                                          |
| C08        | Charleville-Mézières ↔ Sedan ↔ Longuyon ↔ Longwy ↔ Luxembourg                         |
| C09        | Reims ↔ Champagne-Ardenne TGV / Épernay                                               |
| C10        | Reims ↔ Laon                                                                          |
| C11        | Reims ↔ Fismes                                                                        |
| L01a       | Nancy ↔ Pont-à-Mousson ↔ Pagny-sur-Moselle ↔ Metz                                     |
| L01b       | Metz ↔ Hagondange ↔ Thionville ↔ Bettembourg ↔ Luxembourg                             |
| L02        | Metz ↔ Thionville ↔ Apach ↔ Perl ↔ Trèves                                             |
| L04        | Nancy ↔ Épinal ↔ Remiremont                                                           |
| L05        | Épinal ↔ Lure ↔ Belfort                                                               |
| L06a       | Nancy ↔ Pont-Saint-Vincent                                                            |
| L07        | Nancy ↔ Toul ↔ Neufchâteau ↔ Culmont - Chalindrey ↔ Dijon                             |
| L11        | Nancy ↔ Lunéville ↔ Saint-Dié-des-Vosges                                              |
| L12        | Nancy ↔ Blainville - Damelevières ↔ Lunéville                                         |
| L13        | Épinal ↔ Saint-Dié-des-Vosges ↔ (Strasbourg)                                          |
| L15        | Metz ↔ Béning ↔ Forbach ↔ Sarrebruck                                                  |
| L16        | Metz ↔ Béning ↔ Sarreguemines ↔ Bitche                                                |
| L19a       | Strasbourg ↔ Nancy                                                                    |
| L19b       | Strasbourg ↔ Metz                                                                     |
| L20        | Strasbourg ↔ Sarreguemines ↔ Sarrebruck                                               |
| L25        | Nancy ↔ Conflans - Jarny ↔ Longwy et Longwy ↔ Charleville-Mézières                    |
| L26        | Charleville-Mézières ↔ Sedan ↔ Longuyon ↔ Longwy ↔ Luxembourg                         |
| L27        | Thionville ↔ Longuyon ↔ Charleville-Mézières                                          |
| L28        | Metz ↔ Bar-le-Duc ↔ (Paris-Est)                                                       |
| L29        | Nancy ↔ Toul ↔ Bar-le-Duc ↔ Reims / Paris-Est                                         |
| L30        | Metz ↔ Hagondange / Onville ↔ Conflans - Jarny ↔ Verdun                               |
| L31        | Sarreguemines ↔ Sarrebruck                                                            |